# بخشنده
بخشنده (به انگلیسی: The Giver) رمانی پادآرمان‌شهری برای کودکان اثر لوییس لوری است. این کتاب در جامعه‌ای که در ابتدا به عنوان جامعه‌ای آرمانشهری ارائه می‌شود و تدریجاً بیشتر و بیشتر پادآرمانشهری به نظر می‌رسد می‌گذرد. رمان پسری به نام جوناس را در دوازدهمین سال زندگیش پی می‌گیرد. جامعه درد و نزاع را با تبدیل به «همسانی» محو کرده‌است، برنامه‌ای که عمق احساسی را از زندگی‌ها زدوده‌است.
با وجود مناقشه و انتقاد که موضوع محتوای کتاب برای بچه‌ها نامناسب است، بخشنده برنده مدال نیوبری ۱۰۰۴ شد و بیش از ۵٫۳ میلیون نسخه فروش کرد.
این رمان چهارگانه‌ای را تشکیل می‌دهد.